# Dusona ucrainator
Dusona ucrainator är en stekelart som beskrevs av Hinz 1985. Dusona ucrainator ingår i släktet Dusona och familjen brokparasitsteklar. Inga underarter finns listade i Catalogue of Life.